# Liang Š'-tchaj

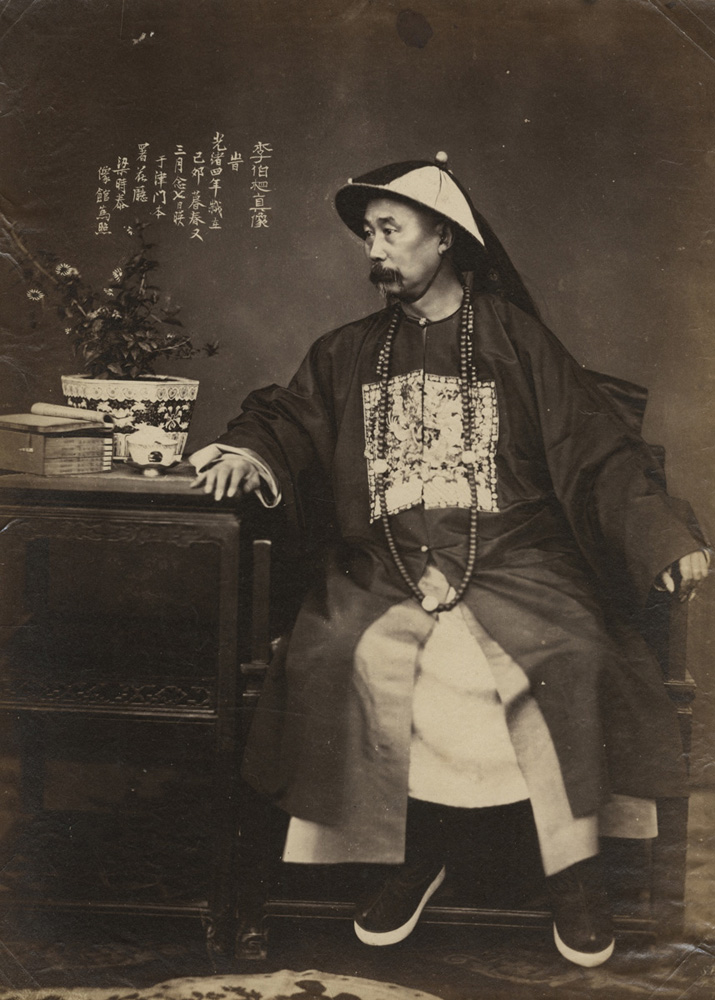
Liang Š'-tchaj, Li Hongzhang, asi 1870, albuminový tisk. Zdroj: Sbírka fotografie Stephana Loewentheila v Číně

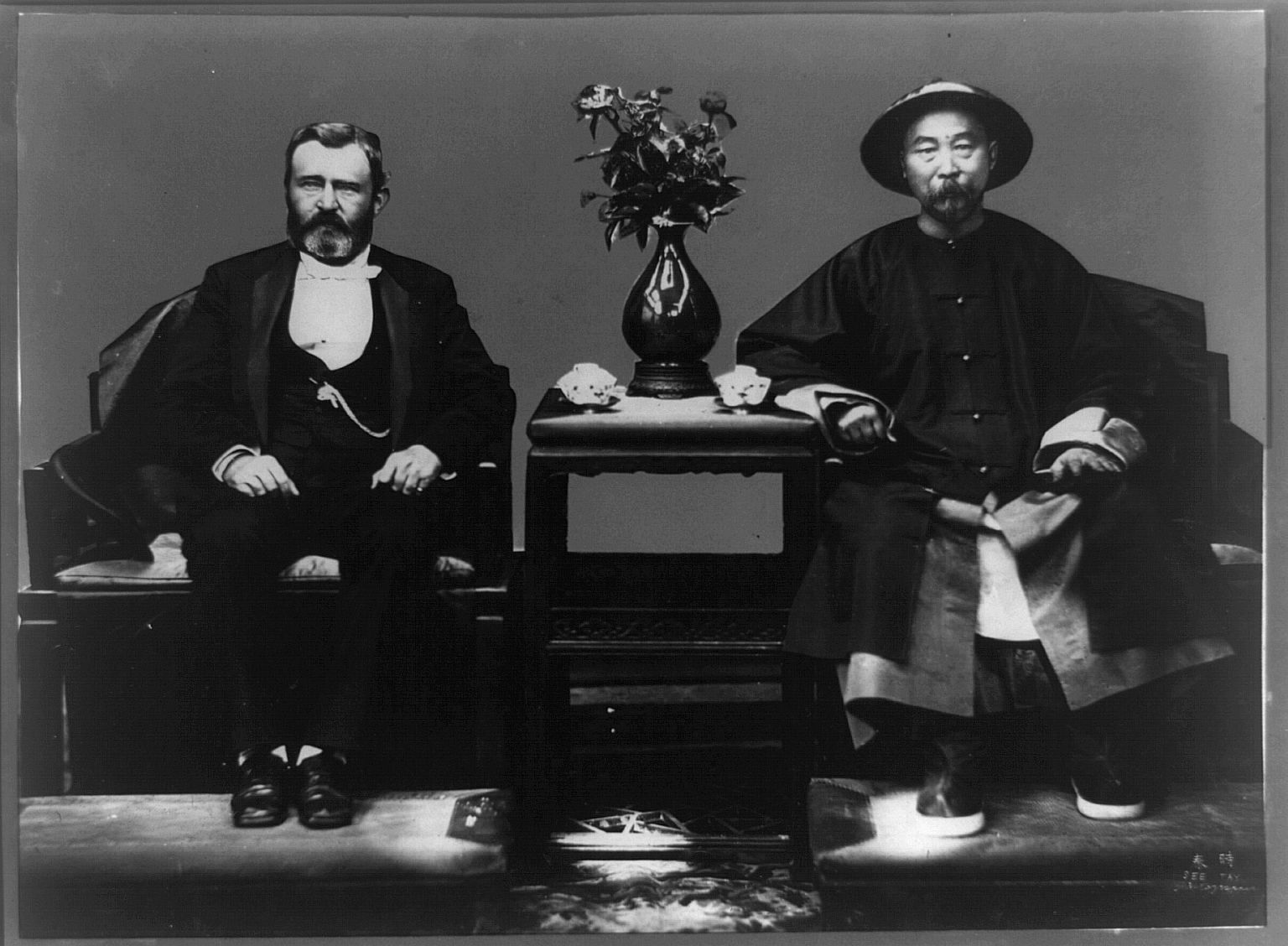
Liang Š'-tchaj: Americký prezident Ulysses S. Grant a Li Chung-čang, 1879

Liang Š'-tchaj (Liang Š'-tchaj, 梁时泰 známý také jako Liang Seetay) byl jedním z nejvýznamnějších portrétních fotografů působících v Číně na konci dynastie Čching. Umělec se specializoval na portréty vysoce postavených úředníků a jeho klasický imperiální portrét je ovlivněn stylem a estetikou tradiční čínské malby a umění. Jako jeden z prvních fotografů předních funkcionářů dynastie Čching a dalších elit, práce Liang Š'-tchaj přesvědčila císařský dvůr Čching, aby poprvé přijal fotografii jako umělecké médium. Svůj ateliér založil v Hongkongu počátkem 70. let 19. století, na konci 70. let se přestěhoval do Šanghaje a v 80. letech 19. století do Tchien-ťinu. Fotografie Lianga Š'-tchaje patří k historicky nejdůležitějším a vizuálně velmi estetickým dílům své doby.

## Odkaz

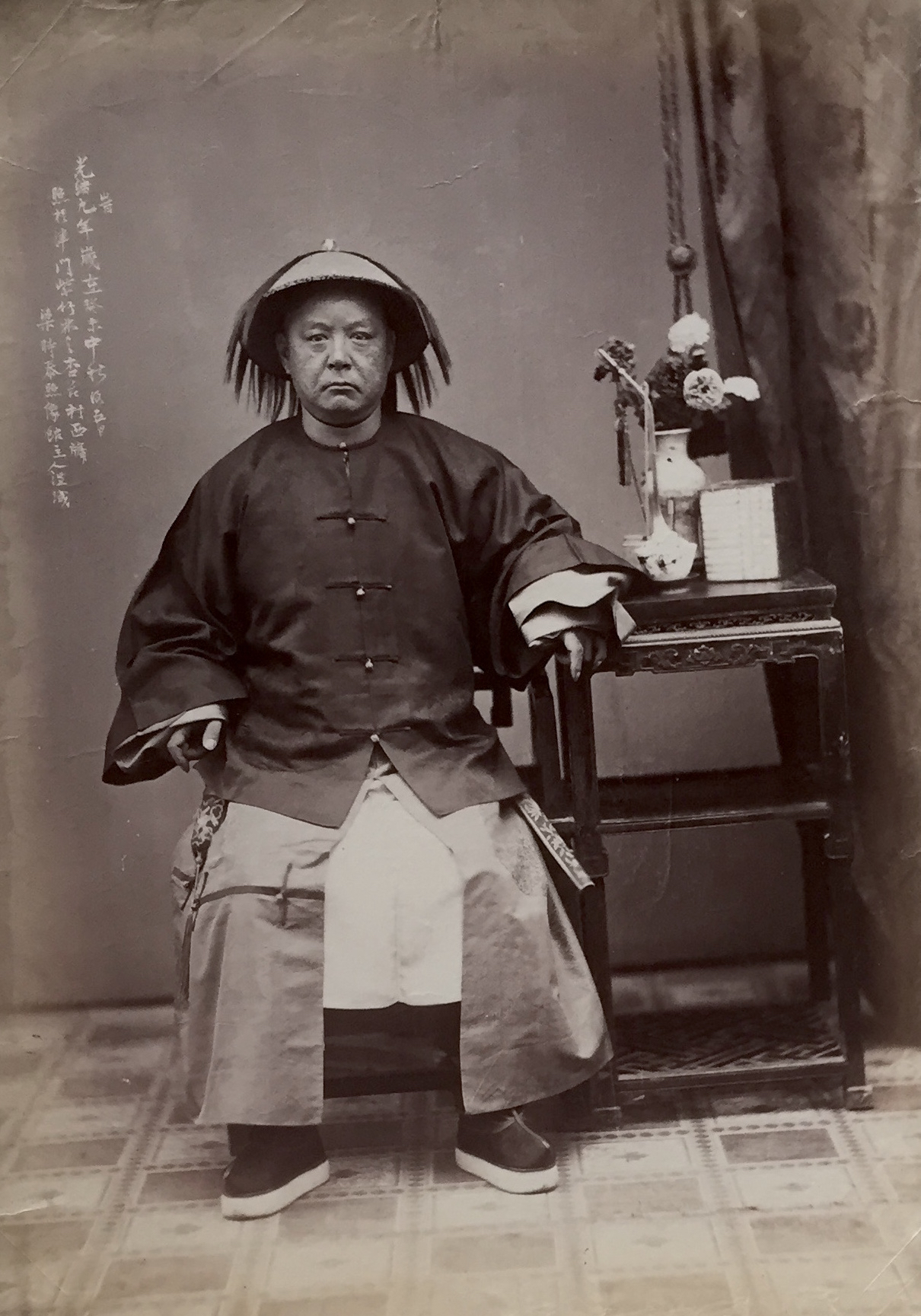
Liang Š'-tchaj. Portrét guvernéra, asi 1870. Albuminový stříbrný tisk. Zdroj: Sbírka fotografie Stephana Loewentheila v Číně

Liang Š'-tchaj je v současnosti (2020) považován za průkopníka rané čínské fotografie. Fotografie Liang Š'-tchaje z Čínské fotografické sbírky Stephana Loewentheila byly vystaveny jako součást výstavy Vize a reflexe: Fotografie Číny v 19. století z Loewentheilovy sbírky, která se konala v Muzeu umění univerzity Čching-chua v Pekingu v roce 2019. Na výstavě bylo vystaveno 120 fotografických „mistrovských děl“ z 19. století v Číně, včetně Liangových dvou albuminových tisků funkcionářů dynastie Čching.
Na rozdíl od zahraničních fotografů, kteří v té době pracovali v Číně, je práce Lianga Š'-tchaje pozoruhodná přijetím stylistického a estetického vlivu tradiční čínské malby. Do mnoha svých fotografií podobně jako malíř začleňuje ručně malované zdobné pozadí, což je další identifikační faktor, který odděluje jeho práci od mnoha jeho vrstevníků. Fotografie Lianga Š'-tchaje jsou dnes extrémně vzácné a lze je najít v prestižních sbírkách, jako je sbírka Stephana Loewentheila, Knihovna Kongresu  nebo Sbírka muzea J. Paula Gettyho.

## Fotografická díla
Liang Š'-tchaj založil své první fotografické studio v Hongkongu počátkem 70. let 19. století, přičemž jeho první publikovaná reklama se objevila v hongkongském Daily Advertiser v říjnu 1871. V roce 1876 přestěhoval své studio do Šanghaje, pravděpodobně kvůli zvýšené konkurenci v Hongkongu ze strany fotografů, jako byli Lai Afong a Pun Lun. I-süan-, princ Čchun, kterého fascinovalo fotografické umění, si najal Lianga Š'-tchaj, aby pořídil portrétní fotografie jeho a jeho rodiny.
Liang Š'-tchaj byl jedním z nejvýznamnějších portrétních fotografů působících v Číně na konci dynastie Čching. Jeho portréty ukazují různé kompoziční a stylistické techniky a ukazují jasnou souvislost s kánonem imperiálního portrétu. Známé jsou jeho portréty Caj-fenga, prince Čchuna a jeho otce I-süana, prince Čchuna, pořizované po dobu dvou desetiletí. Vědcům stojí za zmínku zejména portrét staršího prince Lianga Š'-tchaja z roku 1888, který byl pořízen na konci jeho života a ve kterém umělec „využívá prvky elitního literátního portrétu k tomu, aby opatrovníka zpodobnil ve známé roli učence. Doplněno příznivými symboly dlouhověkosti... [které fungují] spíše jako emblémy či atributy než jako osobní vlastnosti.“ Dalším z významných osobností Liang Š'-tchaj byl čínský generál, politik a diplomat Li Chung-čang, kterého několikrát fotografoval, mimo jiné v pozoruhodném dvojportrétu z roku 1879 po boku bývalého prezidenta USA Ulyssese S. Granta.
Liang Š'-tchaj také nabídl výhledy na městskou krajinu Tchien-ťinu, Hongkongu nebo Šanghaje.

## Galerie

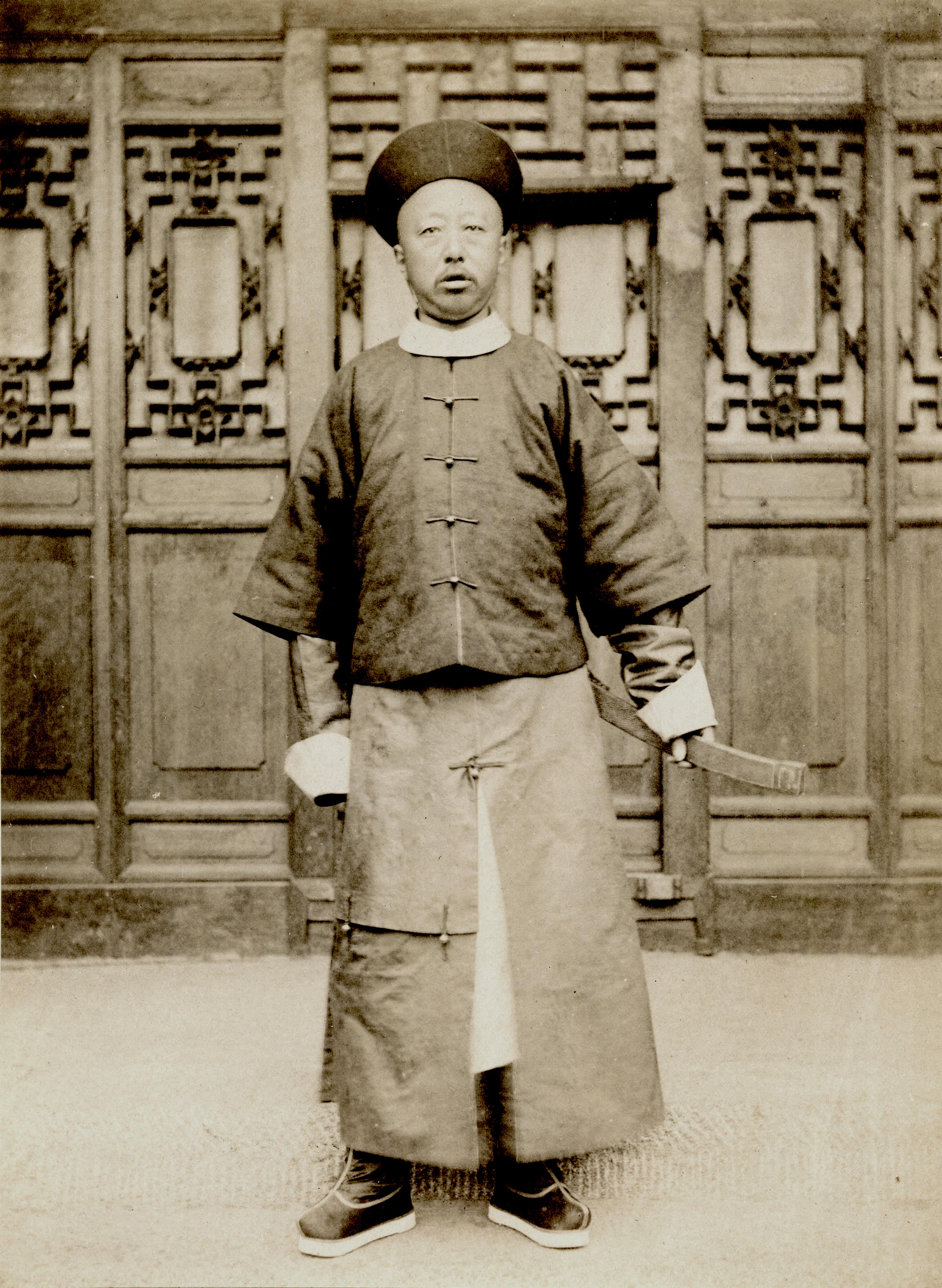
Liang Š'-tchaj: Princ Čchun, albuminový stříbrný tisk, 1870–1880, sbírka fotografií Stephana Loewentheila
Another inside of above / See-Tay, 1888
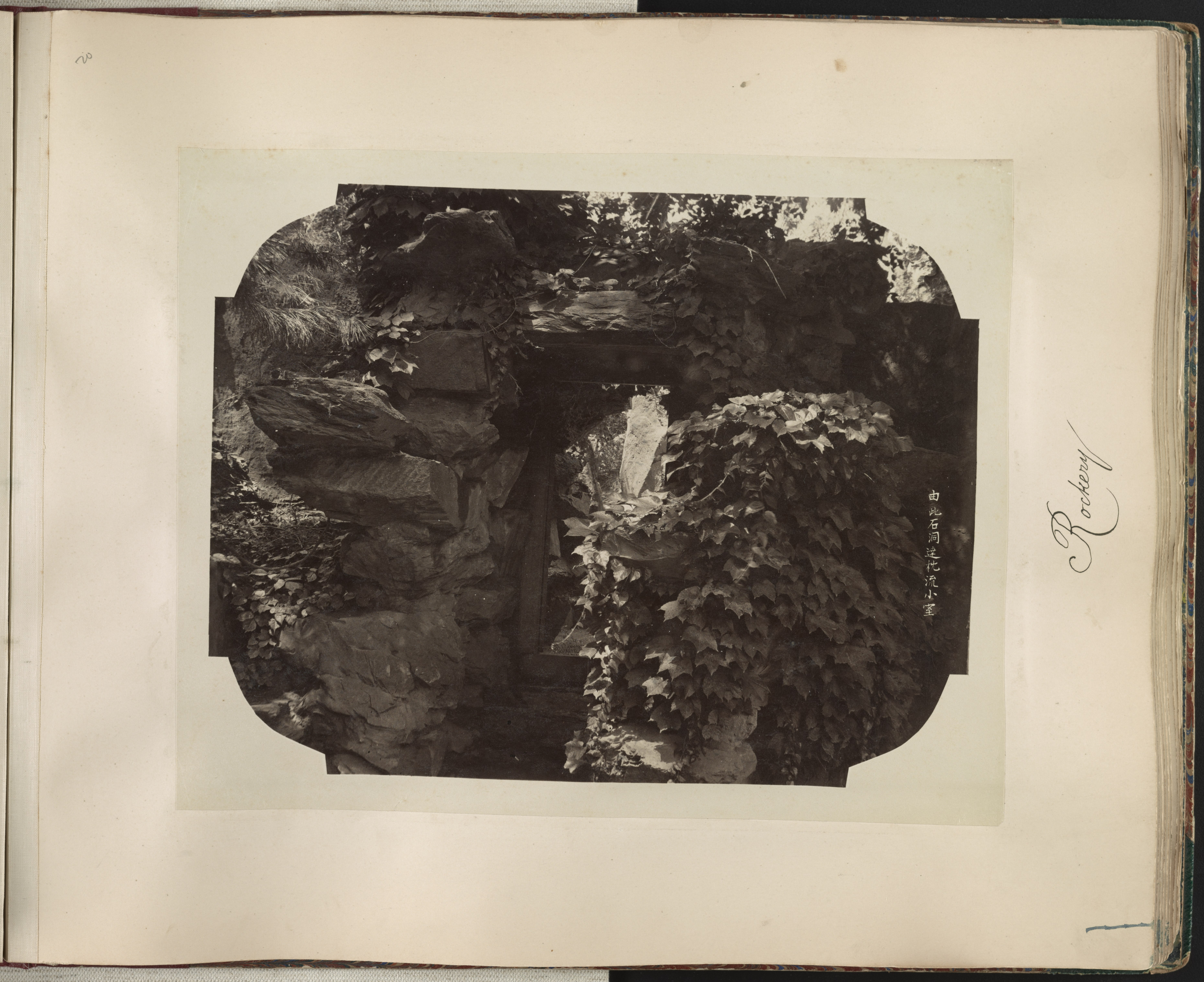
Rockery / See-Tay, 1888
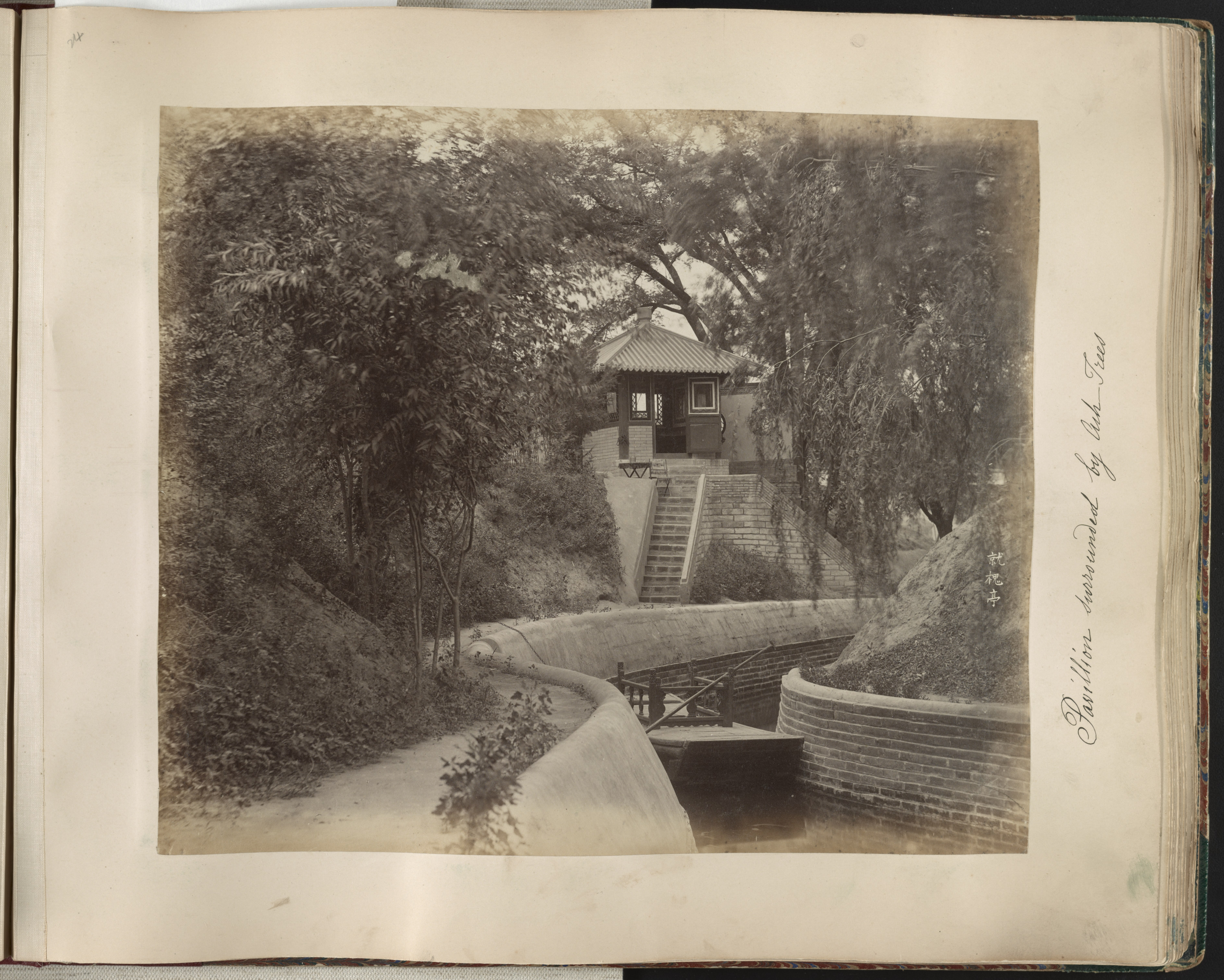
Pavillion surrounded by ash trees / See-Tay, 1888